# LYRICAL LYRIC
《LYRICAL LYRIC》是由MARMALADE於2007年7月27日發售的戀愛冒險類型成人遊戲。

## 劇情
高槻拓登在10年之后回到小时候曾经住过的樱之音町。在转校前一天，他做了一个奇怪的梦，梦里有人对他说：“去寻找歌姬吧”。转校当天，他在校门口和女性相撞，和分别十年的青梅竹马再会。后来他更碰到了对他似乎有所企图的迷之女子。一切似乎都预示着有什么事情要发生。

## 登場人物

### 主要人物
高槻拓登
主人公。因為父親工作的緣故而轉校，以前曾住過櫻之音町，興趣是料理。
淺倉七音（声：成瀨未亞）　
拓登住在櫻之音町時的青梅竹馬。
貴水鈴（声：雛見風香）
拓登的同班同學，學生會副會長。工於心計。
Kuu（声：青山由香里）
常在公園出沒，謎一般的女孩。對拓登似乎有什麼企圖……？
Arietta（声：木村綾香）
異世界的公主。
萩原巴（声：金田まひる）
七音的朋友。

### 其他人物
大道寺涼子（声：金松由花）
七音與巴的朋友，同時也是班上的班長，卻有腐女子的一面……？
赤城美佐子（声：鈴美巴）
拓登班上的導師。
淺倉臣（声：空野太陽）
七音的哥哥。
柿崎劍一郎（声：左高蹴）
白鳥公平（声：風間瞬）
拓登的友人。

## 工作人員
- 原畫：

みけおう：七音、鈴、ともえ
フミオ：クゥ
ちこたむ：アリエッタ、涼子
- 劇本：黒白線
- 副劇本：南愛恵、koZakana、六月の玉子、Tone、皆川一馬
- BGM：浅野彰
- 影片：kizawa studio
- 背景：草薙
- CG：ばんろっほ
- 製作人：フジワラ
- 監製：武内よしみ

## 主題歌
片頭曲「さくら色の恋心」
作詞：澄田まお，作曲：浅野彰，編曲：WACHA，歌：みとせのりこ
挿入曲「rapyer」
作詞：澄田まお　作編/編曲：BB　歌：みとせのりこ
片尾曲「君の愛を信じて」
作詞：澄田まお，作曲：浅野彰，編曲：Gakkie、七巻ヒ熊，歌：みとせのりこ

## 相關商品
小説
- 共一冊，由KILL TIME COMMUNICATION發售。
- 共兩冊，由TWIN TAIL發售。

CD
| 類型        | CD名稱 | 發售日        | 商品編號 |
| ----------- | ------ | ------------- | -------- |
| 角色歌Vol.1 |        | 2007年6月29日 | HBMS-300 |
| 角色歌Vol.2 |        | 2007年7月13日 | HBMS-301 |
| 角色歌Vol.3 |        | 2007年7月27日 | HBMS-302 |
| 角色歌Vol.4 |        | 2007年8月24日 | HBMS-303 |

## 評價
《LYRICAL LYRIC》在日本美少女游戏与动画相关商品销售网站Getchu.com的2007年7月销量榜上排名第3名。

## 外部連結
- 官方網站 （页面存档备份，存于）（日語）